# Sainte-Jalle
Sainte-Jalle – miejscowość i gmina we Francji, w regionie Owernia-Rodan-Alpy, w departamencie Drôme. Nazwa miejscowości pochodzi od imienia św. Galli.
Według danych na rok 1990 gminę zamieszkiwało 260 osób, a gęstość zaludnienia wynosiła 14 osób/km² (wśród 2880 gmin regionu Rodan-Alpy Sainte-Jalle plasuje się na 1368. miejscu pod względem liczby ludności, natomiast pod względem powierzchni na miejscu 564.).